# Ondřej Feber
Ondřej Feber (polsky Andrzej Feber) (* 19. prosince 1951 Stonava) je český politik polské národnosti, v letech 2000 až 2006 senátor za obvod č. 74 – Karviná a od roku 2020 senátor za obvod č. 75 – Karviná, v letech 1990 až 2022 starosta a od roku 2022 místostarosta obce Stonava na Karvinsku, bývalý člen KDS, US-DEU a SPOZ, nyní člen hnutí ANO 2011.

## Vzdělání, profese a rodina
Vystudoval Vysokou školu dopravní v Žilině, poté absolvoval postgraduální studium na Vysoké škole báňské. Do roku 1990 pracoval na Dole Československé armády v Karviné jako důlní technik. S manželkou Evou mají dceru Jolantu a syna Vojtěcha.

## Politická kariéra
V roce 1990 spoluzakládal místní Občanské fórum ve Stonavě, v roce 1998 se stal členem US-DEU, v roce 2009 vstoupil do SPOZ. V letech 1990 až 2022 působil jako starosta Stonavy, od roku 2022 působí jako místostarosta obce. V komunálních volbách v roce 2014 obhájil post zastupitele obce Stonavy, když jako nestraník vedl tamní kandidátku hnutí ANO 2011. Protože hnutí volby v obci vyhrálo (tj. 38,67 % hlasů a 4 mandáty), stal se Ondřej Feber na začátku listopadu 2014 již po sedmé starostou obce.
Ve volbách do Senátu PČR v roce 2000 kandidoval jako člen US-DEU v rámci Čtyřkoalice v obvodu č. 74 – Karviná. V prvním kole získal 20,30 % hlasů, a postoupil tak z 2. místa do druhého kola, ve kterém porazil kandidátku KSČM Miladu Halíkovou poměrem hlasů 51,66 % : 48,33 %, a stal se tak senátorem. V Senátu zasedal v Mandátovém a imunitním výboru a Ústavně-právním výboru, ve kterém v letech 2004–2006 vykonával funkci místopředsedy. Ve volbách do Senátu PČR v roce 2006 obhajoval mandát senátora jako nestraník za KDU-ČSL v obvodu č. 74 – Karviná. Se ziskem 11,73 % hlasů však skončil čtvrtý, a mandát senátora se mu tak nepodařilo obhájit.
Ve volbách do Senátu PČR v roce 2008 se pokoušel do vysoké politiky vrátit, když kandidoval jako nezávislý kandidát v obvodu č. 75 – Karviná. Se ziskem 14 % hlasů však skončil třetí, a senátorem se tak nestal. Ve volbách do Poslanecké sněmovny PČR v roce 2010 neúspěšně kandidoval na 5. místě kandidátky SPOZ v Moravskoslezském kraji. Ve volbách do Poslanecké sněmovny PČR v roce 2017 kandidoval na 23. místě kandidátky hnutí ANO 2011 v Moravskoslezském kraji, ale nebyl zvolen.
Ve volbách do Senátu PČR v roce 2020 kandidoval za hnutí ANO 2011 v obvodu č. 75 – Karviná. V prvním kole získal 26,12 % hlasů, a postoupil tak z 1. místa do druhého kola, v němž porazil kandidáta ČSSD Radka Sušila poměrem hlasů 50,62 % : 49,37 %, a stal se tak senátorem.
V komunálních volbách v roce 2022 vedl ve Stonavě kandidátku hnutí ANO 2011. Mandát zastupitele obce se mu podařilo obhájit. Starostou již zvolen nebyl, stal se však místostarostou obce. Dne 17. října 2022 byl novým starostou obce zvolen Tomáš Wawrzyk.